# فلاي تو ذا سكاي
فلاي تو ذا سكاي ((هانغل: 플라이 투 더 스카이)) هو ثنائي ريذم أند بلوز كوري جنوبي، يتألف من الكوري الأمريكي براين جو والكوري الجنوبي هوانهيي.

## وصلات خارجية
- فلاي تو ذا سكاي على موقع IMDb (الإنجليزية)
- فلاي تو ذا سكاي على موقع ميوزك برينز (الإنجليزية)
- فلاي تو ذا سكاي على موقع ديسكوغز (الإنجليزية)

- الموقع الرسمي (كورية)